# Luhai-klasse
De Type 051B Luhai-klasse torpedobootjagers is gebouwd voor de Marine van het Volksbevrijdingsleger (PLAN). Het bestaat slechts uit een enkel schip, de No. 167 Shenzhen. Toen de Shenzhen in 1998 in dienst werd genomen was het het grootste oppervlakteoorlogsschip ooit door de Volksrepubliek China gebouwd. Het lijkt vooral op een vergrote Luhu-klasse jager, en het eerste schip van de PLAN met een gebogen romp om het schip minder zichtbaar te maken op de radar.

## Geschiedenis
De kiel van de Shenzhen werd gelegd in mei 1996 op de Dalian Scheepswerf in Noordoost-China. Dit schip maakte de overstap van dieselaangedreven gasturbines naar conventioneel aangedreven gasturbines. De Luhai-klasse is 2.000 ton groter dan de Luhu-klasse. De officiële bekendmaking van het bestaan van het schip kwam pas in het jaar nadat het in dienst was gesteld.
In het begin speculeerden analisten dat het schip uitgerust zou worden met een vertical launching system (VLS) in het voorste deel voor luchtdoelraketten, maar toen het schip eenmaal onthuld was bleek dat de luchtafweer verouderd was. Ze was nog steeds bewapend met de 8-cels HQ-7 SAM-lanceerder. Deze SAM's waren niet geschikt tegen raketten die laag over het water vlogen. De PLAN was niet tevreden met het ontwerp en er werden geen verdere schepen in deze klasse gebouwd.
In 2015 ging het schip naar de werf voor een modernisering van de bewapening. Door de installatie van een modern VLS-systeem is de vuurkracht toegenomen en ook het bereik van de raketten. De luchtafweer voor de nabijverdediging is verbeterd door de installatie van twee nieuwe Type 1130 Gatling kanonnen die snelle raketten kunnen vernietigen. De radar voor de detectie van vliegtuigen en oppervlaktedoelen is ook vernieuwd. De helikopterhangar werd geschikt gemaakt voor een Kamov Ka-27. De torpedobootjager kwam in 2016 weer bij de vloot.